# Gare du Nord (band)
Gare du Nord is een Nederlandse urban-jazzband die opgericht werd door Doc (Ferdi Lancee) en Inca (Barend Fransen).

## Bezetting
- Floris van der Vlugt - Saxofoon
- Aron Raams - Gitaar, zang
- Dorona Alberti - Zang
- Guus Bakker - Bas
- Ferry Lagendijk - Toetsen, zang
- Marc Schenk - Drums, percussie

## Geschiedenis

### 2001-2005
Oprichters Ferdi Lancee en saxofonist Barend Fransen beginnen hun samenwerking in 2001 naar aanleiding van een soundtrack voor een eenmalige loungeavond in België. De muziek komt in handen van de grote independent Play It Again Sam in Brussel wat leidt tot de albums (In Search Of) Excellounge (2001) en Kind Of Cool (2002). Enkele nummers komen terecht op de soundtrack van de serie Six Feet Under en de speelfilm Ghost Rider (uitgebracht in 2007). In 2003 gaat Gare du Nord met een negen man sterke band op tournee door Nederland en Rusland. In de eigen Cell4-Studio in Nederland wordt het derde album Club Gare du Nord (2005) opgenomen. Op die plaat wordt het duo terzijde gestaan door o.a. de Franse jazztrompettist Erik Truffaz en de gospelzangers van het Amerikaanse Imani Fellowship Choir.

### 2006
Op 12 januari tijdens Eurosonic te Groningen start de Underground Station Tour 2006 van Gare du Nord. Het duo verzorgt de soundtrack voor Stout, het boek van Heleen van Royen en Marlies Dekkers.

### 2007
Gare du Nord neemt samen met de Britse zanger Paul Carrack de single Ride On op. Het nummer staat ook op het album Sex 'n' Jazz (mei 2007). Het vierde album van Gare du Nord is het eerste deel van een 'love trilogie'. Naast Carrack bevat de plaat vocale gastbijdragen van de van oorsprong Italiaanse zangeres Dorona Alberti en soulzanger  Marvin Gaye in het nummer You're My Medicine dat ook te horen in Sexual Healing, een Amerikaanse biografische speelfilm van regisseur Lauren Goodman over de laatste levensjaren van Marvin Gaye (1939-1984). You're My Medicine verschijnt ook op single. Een andere single, Beautiful day wordt ook geen commercieel succes. Op 28 april ontvangt Gare du Nord uit handen van radiomaker Daniël Dekker een gouden plaat voor het debuutalbum (In Search Of) Excellounge. In het seizoen 2007/2008 gaat het duo op pad met de Theater Tour Sex 'n' Jazz. De succesvolle verkoop van Sex 'n' Jazz levert het duo in oktober een tweede gouden plaat op. Gare du Nord krijgt de plaat uit handen van modeontwerpster Marlies Dekkers. Op 15 oktober verschijnt de Gold Edition van Sex 'n' Jazz met daarop zes nieuw opgenomen songs. Sex 'n' Jazz staat 98 weken in de Nederlandse Album Top 100 en behaalt de dubbel-platina status.

### 2008/2009
Gare du Nord is inmiddels een gevestigde naam op de Nederlandse podia; oprichters Fransen en Lancee doen jaarlijks met hun inmiddels zevenkoppige band zo'n zestig shows in theaters en popclubs. Er wordt een contract gesloten met het label Blue Note Records. Als eerste verschijnt het mixalbum Jazz In The City met daarop de hit Beautiful Day dat in 2008 maandenlang op de Nederlandse radio te horen is. Het album behaalt de goudstatus. Fransen en Lancee schrijven de song Come To The Ball voor Grace Jones. In 2009 verschijnt het nieuwe album Love For Lunch met wederom een coverdesign van Marlies Dekkers. Ook voor dit album ontvangt het duo een gouden plaat en later een platina plaat.

### 2010
In 2010 maakt het duo voor Blue Note een tweede mix album met tracks van o.a. Marvin Gaye en Isaac Hayes (Let's Have A Ball). In het najaar onderneemt Gare du Nord een eerste grote clubtour met twintig shows in de grotere popzalen van Nederland; Tivoli, Het Paard van Troje, 013, De Effenaar en De Melkweg. Eind 2010 verschijnt er een verzamelalbum op het voormalige platenlabel Play It Again Sam waarop hits als Pablo's Blues, Sold My Soul, Marvin & Miles en Beautiful Day te vinden zijn. Op de hoes is voor het eerst zangeres Dorona Alberti afgebeeld.

### 2011/2012
Gare du Nord start een nieuwe theatertour langs twintig theaters. In mei ontvangt de band op het Jazz Festival in Gronau (Duitsland) een gouden plaat voor het album Kind Of Cool uit 2003. De nieuwe single Almost There wordt een bescheiden radio hit. Voor de live tour wordt een nieuwe band geformeerd met, naast zangeres Dorona Alberti onder meer gitarist Aron Raams en saxofonist Paul Ensink. Fransen en Lancee stappen -tijdelijk- uit de live band om zich te kunnen toeleggen op het schrijven en produceren van een nieuw album dat in oktober op Blue Note zal verschijnen. Met dat album start in oktober 2011 een nieuwe clubtour langs twintig popzalen die in 2012 gevolgd zal worden door een volgende Theatertour. In 2012 verschijnen zowel een filmsoundtrack (Rendezvous 8:02) met tracks geselecteerd voor filmmaker Quentin Tarantino als een livealbum (Lifesexy).

### 2013/2014
Fransen en Lancee beëindigen hun samenwerking; Lancee zegt de actieve showbusiness vaarwel en Fransen zet samen met zangeres Dorona Alberti en gitarist Aron Raams Gare du Nord voort in een nieuwe samenstelling. 
In oktober 2013 verschijnt de overzichtsbox Collected bij platenmaatschappij Universal. De nieuwe band, met de uit de nieuwe generatie jazzmuzikanten afkomstige Floris van der Vlugt (altsax), Guus Bakker (bas), Marc Schenk (drums) en Guido Nijs (tenorsax), start een nieuwe theatertournee. In januari 2014 ontvangt de band uit handen van harpiste Lavinia Meijer in een uitverkocht Muziekgebouw Eindhoven goud, platina en dubbelplatina voor de albums Liliwhite Soul, Love For Lunch en Sex 'n' Jazz. Voor de clubtour Undressed die plaatsvindt in oktober/november 2014 wordt de band aangevuld met toetsenist/zanger Frank Montis. In deze bezetting start de band de voorbereidingen voor een nieuw album en een nieuwe theatertour in 2015.

### 2015
De band toert in de nieuwe bezetting langs 30 Nederlandse theaters voor de Undressed-tour. Barend Fransen schrijft samen met Aron Raams en Lennaart Raams repertoire voor een geheel nieuw album dat op 30 oktober 2015 verschijnt. Het album heet "Stronger!" en getuigt van de veranderingen die de band de afgelopen jaren heeft ondergaan. Het album bevat ook twee Fransen-Lancee-composities. Sleutelcompositie op Stronger! is de 23 minuten lange suite La Dolce Vita die op de vinylversie van het album de gehele kant twee beslaat. La Dolce Vita ontstond als de soundtrack van het boek Iglo In De Sahara van Barend Fransen. In de roman beschrijft Fransen de tien jaar dat hij contact had met Guus van Hove, voormalig directeur van het Tilburgse poppodium 013. Een contact waaraan in 2011 een einde kwam toen Van Hove met zijn vriendin op raadselachtige wijze om het leven kwam in Joshua Tree National Park tijdens een drieweekse rondreis door de Verenigde Staten. Het boek verschijnt in 2017,  ruim vijf jaar na de nooit opgehelderde gebeurtenissen.
Eind 2015 start Gare du Nord de Stronger!-clubtour die de band weer in de Nederlandse clubs brengt.

### 2016-2017
Met een nieuwe toetsenist, Ferry Lagendijk, duikt de band het theater en de clubs in voor de 15th Anniversary Live Tour. Tijdens de tour wordt bekend dat het album Stronger! is genomineerd voor  de Edison Publieksprijs 2016. In het voorjaar van 2017 wordt de Nederlandse tour voortgezet in nog eens 25 theaters waarbij de band onder meer samenwerkt met trompettist Eric Vloeimans als special guest. Het jaar 2017 zal verder in het teken staan van A Decade Of Sex 'n' Jazz: het tienjarig jubileum van Nederland's meest succesvolle populaire jazz album
aller tijden: Sex 'n' Jazz.

## Discografie

### Albums
| Album met eventuele hitnotering(en) in de Nederlandse Album Top 100 | Datum van verschijnen | Datum van binnenkomst        | Hoogste positie | Aantal weken | Opmerkingen                 |
| ------------------------------------------------------------------- | --------------------- | ---------------------------- | --------------- | ------------ | --------------------------- |
| (In search of) Excellounge                                          | 2001                  | 16-06-2001                   | 19              | 34           | Goud                        |
| Kind of cool                                                        | 2002                  | 02-11-2002                   | 56              | 31           | Goud                        |
| Club Gare du Nord                                                   | 2005                  | -                            |                 |              |                             |
| Sex 'n' jazz (vol. 1)                                               | 2007                  | 12-05-2007                   | 12              | 98           | 3× Platina                  |
| Jazz in the city                                                    | 2007                  | 08-12-2007                   | 35              | 21           | Goud                        |
| Love for lunch                                                      | 15-05-2009            | 23-05-2009                   | 13              | 44           | Platina                     |
| Let's have a ball!                                                  | 21-05-2010            | 29-05-2010                   | 35              | 9            |                             |
| Greatest hits                                                       | 2010                  | 04-12-2010                   | 70              | 6            | Verzamelalbum               |
| Lilywhite soul                                                      | 2011                  | 08-10-2011                   | 19              | 22           | Goud                        |
| Rendezvous 8:02                                                     | 31-05-2012            | 09-06-2012                   | 20              | 3*           |                             |
| Lifesexy                                                            | 2012                  | 20-10-2012                   | 30              | 1*           |                             |
| Collected                                                           | 2013                  | 26-10-2013                   | 14              | ▼            | Drie cd-album Verzamelalbum |
| Collected                                                           | 2014                  | 15-03-2014 ** Re·Entry       | 30              | ▼            | Drie cd-album Verzamelalbum |
| Collected                                                           | 2015                  | 24-01-2015 ** Re·Re·Entry    | 31              | ▼            | Drie cd-album Verzamelalbum |
| Collected                                                           | 2015                  | 14-03-2015 ** Re·Re·Re·Entry | 45              | 25           | Drie cd-album Verzamelalbum |
| Stronger!                                                           | 2015                  | 30-10-2015                   | 9               | 5            |                             |

### Singles
| Single met eventuele hitnotering(en) in de Nederlandse Top 40 | Datum van verschijnen | Datum van binnenkomst | Hoogste positie | Aantal weken | Opmerkingen                 |
| ------------------------------------------------------------- | --------------------- | --------------------- | --------------- | ------------ | --------------------------- |
| Pablo's blues                                                 | 2001                  | 25-08-2001            | tip9            | -            | Nr. 57 in de Single Top 100 |
| Boogie all night long (disco-tek)                             | 2002                  | 13-04-2002            | tip11           | -            | Nr. 24 in de Single Top 100 |
| You're my medicine                                            | 2007                  | -                     |                 |              |                             |
| Almost there                                                  | 2011                  | -                     |                 |              |                             |

### NPO Radio 2 Top 2000
Van Gare du Nord stond alleen Beautiful day in 2014 in de NPO Radio 2 Top 2000, op plek 1762.